# Bataille de Dermbach
Guerre austro-prussienne
Batailles
- front austro-prussien

- Hühnerwasser
- Podol
- Trautenau
- Nachod
- Langensalza
- Oswiecim
- Münchengrätz
- Soor
- Skalitz
- Gitschin
- Königinhof
- Schweinschædel
- Sadowa (Königgrätz)
- Dermbach
- Kissingen
- Frohnhofen
- Aschaffenbourg
- Hundheim
- Blumenau
- Tauberbischofsheim
- Werbach
- Helmstadt/Uettingen
- Gerchsheim
- Uettingen/Roßbrunn/Hettstadt

- front austro-italien

- Custoza
- Val Vestino
- Cimego
- Pieve di Ledro
- Monte Nota
- Monte Suello
- Lissa
- Bezzecca
- Primolano
- Borgo
- Cimego
- Levico
- Versa

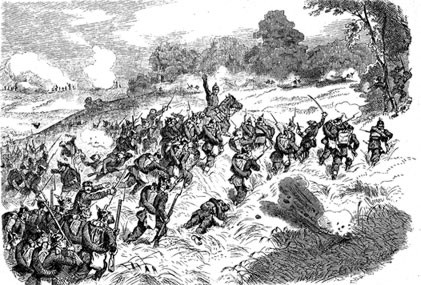
Cäsar Rüstow en action à Dermbach

La bataille de Dermbach est le premier affrontement entre les troupes prussiennes et bavaroises dans la guerre austro-prussienne près de Dermbach dans le grand-duché de Saxe-Weimar-Eisenach le 4 juillet 1866.
Du côté prussien, la 13e division d'infanterie sous le commandement du lieutenant général von Goeben entre en action. Elle a en face d'elle des éléments des 3e et 4e divisions d'infanterie bavaroises avec un effectif total d'environ 15 000 hommes. Le commandant suprême du côté bavarois est le prince Charles.

## Situation initiale
L'armée du Main prussienne, composée de trois divisions sous le commandement du général Vogel von Falckenstein, se trouve depuis le 1er juillet en progression d'Eisenach vers Fulda. C'est également l'objectif de l'armée bavaroisee, qui veut y faire sa jonction avec le 8e corps fédéral allié (contingents de Bade, de Wurtemberg, du grand-duché de Hesse, de l'électorat de Hesse, du duché de Nassau et de l'empire d'Autriche).
Les 2 et 3 juillet, de petits combats avaient déjà lieu entre les armées prussienne et bavaroise à Immelborn et Dermbach. Falckenstein pense n'avoir affaire qu'à de faibles forces bavaroises. Il donne donc l'ordre à la 13e division prussienne de repousser l'ennemi par une "courte avancée". Cela conduit aux deux batailles de Zella et Neidhartshausen et à Wiesenthal.

## Cours de la bataille
L'avancée prussienne avec environ 5 000 hommes sur Neidhartshausen et Zella est un succès. Les troupes bavaroises ont pu être chassées de leurs positions. De violents combats ont lieu dans la région de l'abbaye de Zella (de). Dans l'après-midi, les troupes prussiennes se retirent des positions occupées conformément aux ordres.
L'avancée vers Wiesenthal, également composée d'environ 5 000 hommes, doit servir de protection de flanc pour les formations avançant en direction de Zella. Contrairement à l'ordre du jour, qui indique que l'objectif est d'occuper le village, les troupes qui avancient rapidement attaquent le Nebelberg, situé au sud-est de Wiesenthal. Malgré des pertes considérables, elles parviennent à prendre d'assaut cette position extrêmement solide et à la conserver pendant un certain temps. Comme les Prussiens battent en retraite à ce moment-là, les Bavarois pensent avoir remporté une victoire.

## Conséquences
Le combat sur les deux champs de bataille ne donne pas de vainqueur clair. Les forces prussiennes ont certes obtenu un succès limité en occupant Wiesenthal, respectivement Nebelberg et Zella, mais n'ont pas pu contraindre l'adversaire à une retraite générale. La retraite des Prussiens n'est qu'un succès apparent pour l'armée bavaroise, car le retour à la position initiale est prévu dès le départ.
La violence des combats fait craindre au commandement de l'armée bavaroise l'imminence d'une attaque généralisée par l'armée prussienne du Main. L'ordre est donc donné de concentrer l'armée le 5 juillet à Kaltennordheim au sud de Zella. L'attaque prussienne n'a cependant pas lieu, car l'armée du Main, après une brève interruption, poursuit sa progression en direction de Fulda, s'éloignant ainsi de l'armée bavaroise. Sous l'influence de la lourde défaite des Autrichiens alliés le 3 juillet 1866 à la bataille de Sadowa, le commandement de l'armée bavaroise décidede se retirer du grand-duché de Saxe-Weimar-Eisenach vers la Bavière, car la défense du territoire bavarois doit désormais être considérée comme un objectif prioritaire.